# Cubjac-Auvézère-Val d’Ans
Cubjac-Auvézère-Val d’Ans község Franciaország Új-Aquitania régiójában, Dordogne megyében. Új községként 2017. január 1-jén jött létre három korábbi község: Cubjac, La Boissière-d’Ans és Saint-Pantaly-d’Ans egyesítésével. Lakosainak száma 1116 fő (2022. január 1.).

## Népesség
| Lakosok száma | 1091 | 1083 | 1087 | 1090 | 1100 | 1104 | 1116 |
|               | 2015 | 2017 | 2018 | 2019 | 2020 | 2021 | 2022 |